# Claudio Casadio (politico)
Claudio Casadio (Faenza, 11 febbraio 1956) è un politico italiano, presidente della provincia di Ravenna dal 2011 al 2016.

## Biografia
Laureato in ingegneria all'Università di Bologna, Casadio intraprende la carriera politica nel 1981 nelle file del Partito Comunista Italiano, ricoprendo la carica di consigliere comunale a Faenza fino al 1994, anno in cui viene nominato assessore e vicesindaco della città, governandola ad interim dal 1999, anno della morte del sindaco Enrico De Giovanni, al 2000, anno della sua elezione a primo cittadino. Verrà poi riconfermato sindaco alle elezioni del 2005.
Dopo aver ricoperto per un anno, dal 2010 al 2011, la carica di vicepresidente della provincia di Ravenna, nel 2011 diventa il candidato ufficiale del centro-sinistra per la carica di presidente della provincia di Ravenna, risultando eletto.

## Vita privata
Casadio è suocero di Michele De Pascale, presidente dell'Emilia-Romagna dal 2024, già sindaco di Ravenna e suo successore come presidente della Provincia, che nel 2013 ne ha sposato la figlia Laura.